# Silvestrivske, Nova Odesa
Silvestrivske (în ucraineană Сільвестрівське) este un sat în comuna Kandîbîne din raionul Nova Odesa, regiunea Mîkolaiiv, Ucraina.

## Demografie
Componența lingvistică a localității Silvestrivske
     Ucraineană (95,24%)
     Rusă (4,76%)
Conform recensământului din 2001, majoritatea populației localității Silvestrivske era vorbitoare de ucraineană (95,24%), existând în minoritate și vorbitori de rusă (4,76%).